# Kamčatski okraj
Kamčatski okraj (rusko Камча́тский край, latinizirano: Kamčatskij kraj) je ena od 89 federalnih političnih subjektov Ruske federacije, ki administrativno sodi v Daljnovzhodno federalno okrožje. Na severu meji na Čukotsko avtonomno okrožje, na zahodu na Magadansko oblast, na severovzhodu na Beringovo morje, na vzhodu na Tihi ocean ter na jugu na Sahalinsko oblast in Ohotsko morje. Kamčatskemu okraju pripadajo tudi Komandantovi otoki, ki so najvzhodnejši del Aleutov.
Večji del Kamčatskega okraja zajema polotok Kamčatka, na jugu katerega se nahaja tudi njegovo administrativno in gospodarsko središče, mesto Petropavlovsk-Kamčatski.

## Skici
1. ↑  Zakon #397
2. ↑  Президент Российской Федерации. Указ №849 от 13 мая 2000 г. «О полномочном представителе Президента Российской Федерации в федеральном округе». Вступил в силу 13 мая 2000 г. Опубликован: "Собрание законодательства РФ", No. 20, ст. 2112, 15 мая 2000 г. (President of the Russian Federation. Decree #849 of May 13, 2000 On the Plenipotentiary Representative of the President of the Russian Federation in a Federal District. Effective as of May 13, 2000.).
3. ↑  Госстандарт Российской Федерации. №ОК 024-95 27 декабря 1995 г. «Общероссийский классификатор экономических регионов.  2. Экономические районы», в ред. Изменения №5/2001 ОКЭР. (Gosstandart of the Russian Federation. #OK 024-95 December 27, 1995 Russian Classification of Economic Regions.  2. Economic Regions, as amended by the Amendment #5/2001 OKER. ).
4. 1 2  Charter of Kamchatka Krai, Article 13
5. ↑  Uradna spletna stran Kamčatskega okraja. Vladimir Viktorovich Solodov Arhivirano 2015-07-16 na Wayback Machine., Acting Governor of Kamchatka Krai (rusko)
6. ↑  Федеральная служба государственной статистики (Federal State Statistics Service) (21. maj 2004). »Территория, число районов, населённых пунктов и сельских администраций по субъектам Российской Федерации (Territory, Number of Districts, Inhabited Localities, and Rural Administration by Federal Subjects of the Russian Federation)«. Всероссийская перепись населения 2002 года (All-Russia Population Census of 2002) (v ruščini). Federal State Statistics Service. Pridobljeno 1. novembra 2011.
7. ↑  »26. Численность постоянного населения Российской Федерации по муниципальным образованиям на 1 января 2018 года«. Zvezna državna statistična služba. Pridobljeno 23. januarja 2019.
8. ↑  »Об исчислении времени«. Официальный интернет-портал правовой информации (v ruščini). 3. junij 2011. Pridobljeno 19. januarja 2019.
9. ↑  Uradni jezik v vsej Ruski federaciji glede na Člen 68.1 Ustave Rusije.